# مرحاض سكيبيدي
مرحاض سكييبدي (بالإنجليزية: Skibidi Toilet) وقد يُترجَم في بعض المصادر لـ رأس مرحاض هو مسلسل إنترنت كرتوني كوميدي حربي على يوتيوب بدأ في شباط/فبراير 2023 على منصة يوتيوب. يتحدث المسلسل القصير عن قصة حول مراحيض ذو رؤوس بشر في عالم غريب يتحدون المفسدين الذين هم روؤس من أجهزة مثل كاميرات ومكبرات صوت. لاقت السلسلة إقبالًا كبيرًا وانتشرت على نطاق واسِع على بقيّة مواقع التواصل. المُسلسل يصور حربًا بين رؤوس مراحيض وأشخاص برؤوس كاميرات ومكبرات صوت وتلفزة، وقد أُنتجَ من مبرمج رسوم متحركة حاسوبي جورجي غير معروف وهو رسام رسوم متحركة.